# ジョン・ロックフェラー4世
ジョン・デイヴィソン "ジェイ" ロックフェラー4世（John Davison "Jay" Rockefeller IV, 1937年6月18日 - ）は、アメリカ合衆国の政治家。ロックフェラー家の一員であり、1977年から1985年までウェストバージニア州知事、1985年から2015年まではウェストバージニア州選出の連邦上院議員を務めた。

## 経歴
1937年6月18日にニューヨーク州ニューヨークで誕生する。石油王ジョン・ロックフェラーの曾孫であり、ネルソン・ロックフェラー元副大統領は叔父である。直系の子孫だが、長年傍系の一族に追いやられていた。彼は1954年にフィリップス・エクセター・アカデミーを卒業し、ハーバード大学で東洋の歴史及び言語を学び1961年に卒業し、東京の国際基督教大学で日本語を3年間学んだ。
大学卒業後はワシントンD.C.の平和部隊で、最大の海外事業であるフィリピンでの計画の監督を務めた。
1976年にウェストバージニアの知事に選出され、1980年に再選された。1984年には連邦上院議員に選出され、1990年・1996年・2002年・2008年に再選される。上院では退役軍人委員会・情報特別委員会・商業科学交通委員会の委員長を務めた。2014年に実施された上院議員選挙には出馬せず、2015年1月に政界を引退した。
1967年にチャールズ・パーシー上院議員（在任期間：1967年 - 1985年、上院外交委員会委員長などを歴任）の娘シャロン・パーシーと結婚した。ジョン、ヴァレリ、チャールズ、ジャスティンの4人の子どもがいる。ロックフェラー一家はウェストバージニア州チャールストンに在住している。
2013年に旭日大綬章を受章した。

## その他
小沢一郎著『Blueprint for a New Japan 英文版　日本改造計画』（講談社インターナショナル、1994年7月）には、ジョン・ロックフェラー4世による序文がある。

## エピソード
国際基督教大学に留学中は数人の日本人と同居していたが、彼らが語ったエピソードは以下の通りである。
- 外務大臣がロックフェラーに会うために訪ねてきた。
- フランスの高級菓子店のカタログを見ていて「食べたい！」と思ったロックフェラーは、同居人に「僕の名義でこの店に手紙を出してくれ」といって手紙を書かせた。その同居人は半信半疑ながらも言われたとおりにしたら、数日後本当に大量の洋菓子が空輸されてきた。
- 同居している日本人を誘って遊びに行こうとしたところ、便所掃除があるからと断られたが率先して手伝い時間を作ったりする素養も持ち合わせている。ロックフェラー家の習わしで、夏休みには必ず実家の牧場で家畜の世話から農作業などの下働きをして培われたものとのこと。